# Juviles
Juviles er en by og kommune i det sydøstlige Spanien i provinsen Granada. Den har et indbyggertal på 138 (2024) indbyggere.